# Astrid Meier
Astrid Meier (* 20. Dezember 1962 in Basel) ist eine deutsche Islamwissenschaftlerin.

## Leben
Nach der Promotion 1994 in Geschichte an der Universität Zürich war sie von 2006 bis 2011 wissenschaftliche Assistentin am Lehrstuhl für Neuere Geschichte am Historischen Seminar der Universität Zürich, zahlreiche Lehraufträge an den Universitäten Zürich, Basel, Bern und St. Gallen. Von 2011 bis 2013 vertrat sie die Professur Islamwissenschaft an der MLU Halle-Wittenberg. Von 2013 bis 2018 war sie stellvertretende Direktorin des Orient-Instituts Beirut der Max-Weber-Stiftung. Seit 2018 ist sie Professorin für Islamwissenschaft am Orientalischen Institut der MLU Halle-Wittenberg.
Ihre Forschungsschwerpunkte sind Sozial- und Kulturgeschichte des Nahen und Mittleren Ostens in der frühen Neuzeit, Geschichte des Osmanischen Reiches, Theorie und Praxis des islamischen Rechts, u. a., Geschichte ländlicher Räume und Gesellschaften, in erster Linie Syrien und Arabische Halbinsel, Geschichte Syriens, Stadtgeschichte, Geschichte des arabischen Schrifttums, Ego-Dokumente, Historiographiegeschichte, Geschichte Afrikas, insbesondere des Sahel und Nahrungssysteme und Hungerkrisen.

## Schriften (Auswahl)
- Hunger und Herrschaft. Vorkoloniale und frühe koloniale  Hungerkrisen im Nordtschad. Stuttgart 1995, ISBN 3-515-06729-9.
- mit Hans-Lukas Kieser und Walter Stoffel (Hrsg.): Revolution islamischen Rechts. Das Schweizerische ZGB in der Türkei. Zürich 2008, ISBN 3-0340-0893-7.
- mit Johannes Pahlitzsch und Lucian Reinfandt (Hrsg.): Islamische Stiftungen zwischen juristischer Norm und sozialer Praxis. Berlin 2009, ISBN 3-05-004612-0.
- mit Amir Shaykhzadegan (Hrsg.): Beyond the Islamic Revolution. Perceptions of Modernity and Tradition in Iran before and after 1979. Berlin 2017, ISBN 978-3-11-039959-2.
- mit Mathieu Eychenne und Elodie Vigouroux: Le waqf de la mosquée des Omeyyades de Damas. Le manuscrit ottoman d’un inventaire mamelouk établi en 816/1413. Beirut 2018, ISBN 978-2-35159-737-8.